# Цаферана Етнеа
Цаферана Етнеа (итал. Zafferana Etnea) је насеље у Италији у округу Катанија, региону Сицилија.
Према процени из 2011. у насељу је живело 9214 становника. Насеље се налази на надморској висини од 548 м.

## Становништво
Према резултатима пописа становништва 2011. у општини је живело 9.249 становника.
| 1931. | 1936. | 1951. | 1961. | 1971. | 1981. | 1991. | 2001. | 2011. |
| ----- | ----- | ----- | ----- | ----- | ----- | ----- | ----- | ----- |
| 5.568 | 5.455 | 5.632 | 5.856 | 5.796 | 6.402 | 7.361 | 8.139 | 9.249 |